# Эрлих, Альфред Генрих
Альфред Генрих Эрлих (нем. Alfred Heinrich Ehrlich; 5 октября 1822, Вена — 30 декабря 1899, Берлин) — немецкий пианист, музыковед, музыкальный педагог и писатель.

## Биография
Альфред Генрих Эрлих учился пианистическому искусству у Адольфа Гензельта и Сигизмунда Тальберга, изучал композицию под руководством Симона Зехтера.
В 1840—1844 гг. широко гастролировал по Австрийской империи. В 1852—1855 гг. придворный пианист короля Ганновера Георга V, затем работал в Висбадене, Франкфурте-на-Майне, Лондоне.
С 1862 года жил и работал в городе Берлине. В 1864—1872 и 1886—1898 гг. преподавал в Консерватории Штерна, где среди его учеников были, в частности, Феликс Драйшок и Франц Манштедт.
Выступал как музыкальный критик и эссеист. Опубликовал пространные книги по эстетике «Искусство и ремесло» (нем. Kunst und Handwerk; 1862) и «Музыкальная эстетика в её развитии от Канта до наших дней» (нем. Die Musikästhetik in ihrer Entwickelung von Kant bis zur Gegenwart; 1881), а также несколько более лёгких книг, в том числе «Новеллы из жизни музыкантов» (нем. Novellen aus dem Musikanten-Leben; 1885). Автор фортепианных сочинений, редактировал сборник этюдов Карла Таузига.